# Robert Power
Robert Power (11 de mayo de 1995) es un ciclista australiano que fue profesional entre 2016 y 2021.

## Trayectoria
El 25 de noviembre de 2015 se le detectó una rara enfermedad ósea por la que debió guardar reposo entre cuatro meses y dos años lo que le impidió debutar como profesional, habiendo firmado un contrato con el conjunto Orica-Scott, hasta el mes de agosto de 2016.
Se retiró en 2021 tras la desaparición del que entonces era su equipo, el Team Qhubeka NextHash.

## Palmarés
2014
- Campeonato Oceánico en Ruta sub-23
- 2.º en el Campeonato Oceánico en Ruta
- UCI Oceania Tour
- Gran Premio Sportivi di Poggiana
- Gran Premio Capodarco

2015
- Giro del Valle de Aosta, más 1 etapa

2018
- Clásica de Ordizia
- Japan Cup

## Resultados en Grandes Vueltas y Campeonatos del Mundo
| Carrera         | Carrera         | 2016 | 2017 | 2018 | 2019 | 2020 | 2021 |
| --------------- | --------------- | ---- | ---- | ---- | ---- | ---- | ---- |
|                 | Giro de Italia  | —    | —    | —    | Ab.  | —    | ―    |
|                 | Tour de Francia | —    | —    | —    | —    | —    | ―    |
|                 | Vuelta a España | —    | —    | —    | 92.º | 37.º | ―    |
| Mundial en Ruta | Mundial en Ruta | —    | —    | 70.º | —    | —    | ―    |

—: no participa

Ab.: abandono